# Pink Dot SG
Pink Dot SG hay Pink Dot là sự kiện tự hào thường niên được tổ chức để ủng hộ cộng đồng LGBTQ ở Singapore. Sự kiện bắt đầu từ năm 2009 với đặc trưng là người tham gia sẽ mặc trang phục chủ đạo màu hồng và trải nghiệm các hoạt động nghệ thuật, giải trí thể hiện thông điệp đấu tranh cho quyền LGBT.
Sự thành công của Pink Dot đã truyền cảm hứng cho các sự kiện tương tự ở một số quốc gia khác, tại Singapore, sự kiện tên là Pink Dot SG (SG là viết tắt của Singapore). Pink Dot là lễ hội gặp mặt trực tiếp, tổ chức ở khu vực Speakers' Corner của công viên Hong Lim vào một ngày thứ Bảy của tháng 5, 6 hoặc 7. Năm 2020 và 2021, sự kiện được tổ chức online do đại dịch COVID-19.

## Lịch sử

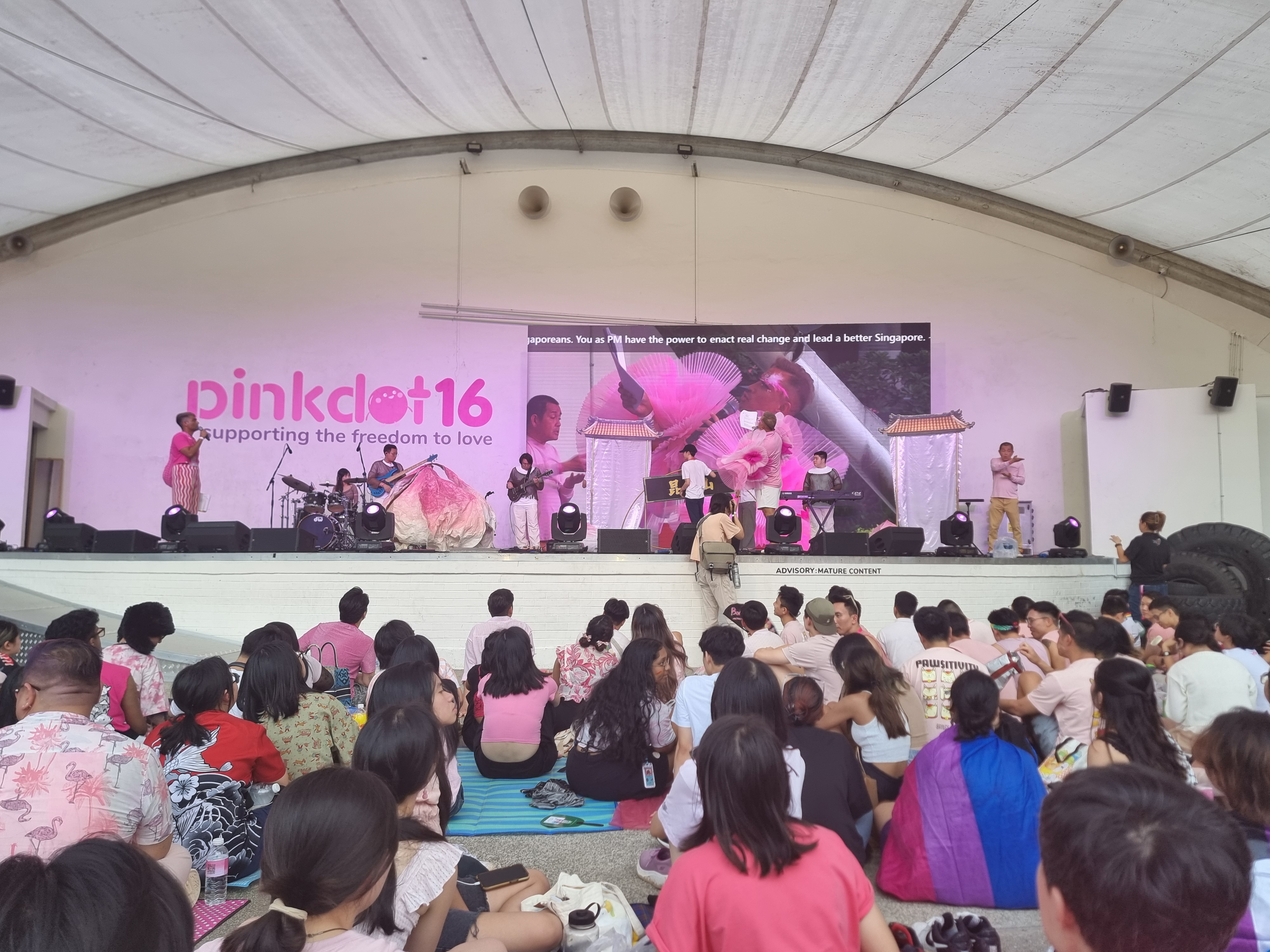
Sân khấu Pink Dot 2024

Tháng 9 năm 2008, luật tổ chức các hoạt động xã hội ở khu vực Speakers' Corner của công viên Hong Lim được nới lỏng, qua đó cho phép các sự kiện mít-tinh, tụ tập đông người được diễn ra với điều kiện tất cả người tham gia đều là công dân hoặc có thẻ thường trú ở Singapore. Sự kiện Pink Dot SG đầu tiên vì vậy đã được tổ chức vào ngày 16 tháng 5 năm 2009.
Sự kiện thường được tổ chức vào một ngày thứ 7 bất kỳ trong khoảng từ tháng 5 tới tháng 7 hàng năm. Nhiều nơi trên thế giới cũng sử dụng thương hiệu Pink Dot để thành lập sự kiện LGBT tại địa phương, có thể kể đến như: Hồng Kông, Montreal, Toronto, New York, Okinawa, Utah, Anchorage, London, Penang và Đài Loan.